# Église Saint-Pierre de Lachapelle
Pour les articles homonymes, voir Église Saint-Pierre.
L'église Saint-Pierre de Lachapelle est une église catholique située à Lachapelle, dans le département de Tarn-et-Garonne. en France.

## Historique

### Le château
Un château est construit sur le rocher au XIIe siècle. Il aurait dépendu de la commanderie templière de Nomdieu, près de Nérac, qui a été fondée à la suite du don de Gaston V de Béarn et de sa tante Gilia de Beauville à l'ordre du Temple, vers 1154. 
Le château possède encore le donjon construit à l'origine. Sa hauteur a été réduite de moitié au XIXe siècle.
À la fin du XIIe siècle ou au début du XIIIe siècle, construction de la chapelle du château réservée au Templiers. La condamnation de l'ordre du Temple en 1312 va entraîner le transfert de propriété des biens appartenant à l'ordre. La plupart de leurs biens ont été recueillis par l'ordre de Saint-Jean de Jérusalem mais le château de Lachapelle était la propriété des vicomtes de Lomagne et d'Auvillars appartenant à la Maison d'Armagnac en 1306. Les Talleyrand sont présents au château à la fin du XIIIe siècle, puis on cite les Goth, Orchus de Caumont au XIVe siècle, Pélage de Montlezun et Viguier de Galard au XVe siècle. Le château passe aux Lanusse, en 1486, puis par mariage aux Gout, et, en 1627, aux Fourquevaux. En 1491, un acte de partage montre que le château dit de La Peyre appartient aussi aux Grossoles qui l'ont gardé jusqu'en 1730.
L'analyse de la structure du château montre qu'il a subi de multiples modifications mais, en l'absence de documents, il est impossible de dater les plus anciennes.
En 1772, Lachapelle appartient à trois coseigneurs : Fourquevaux, Belloc de Labrousse et Thomas Laclaverie.  
Le château et la chapelle sont vendus à la Révolution comme bien national. En 1848, le château appartient à Bernard Maguelonne, maire du village. Sa famille est restée propriétaire du château jusqu'en 1993.

Le château
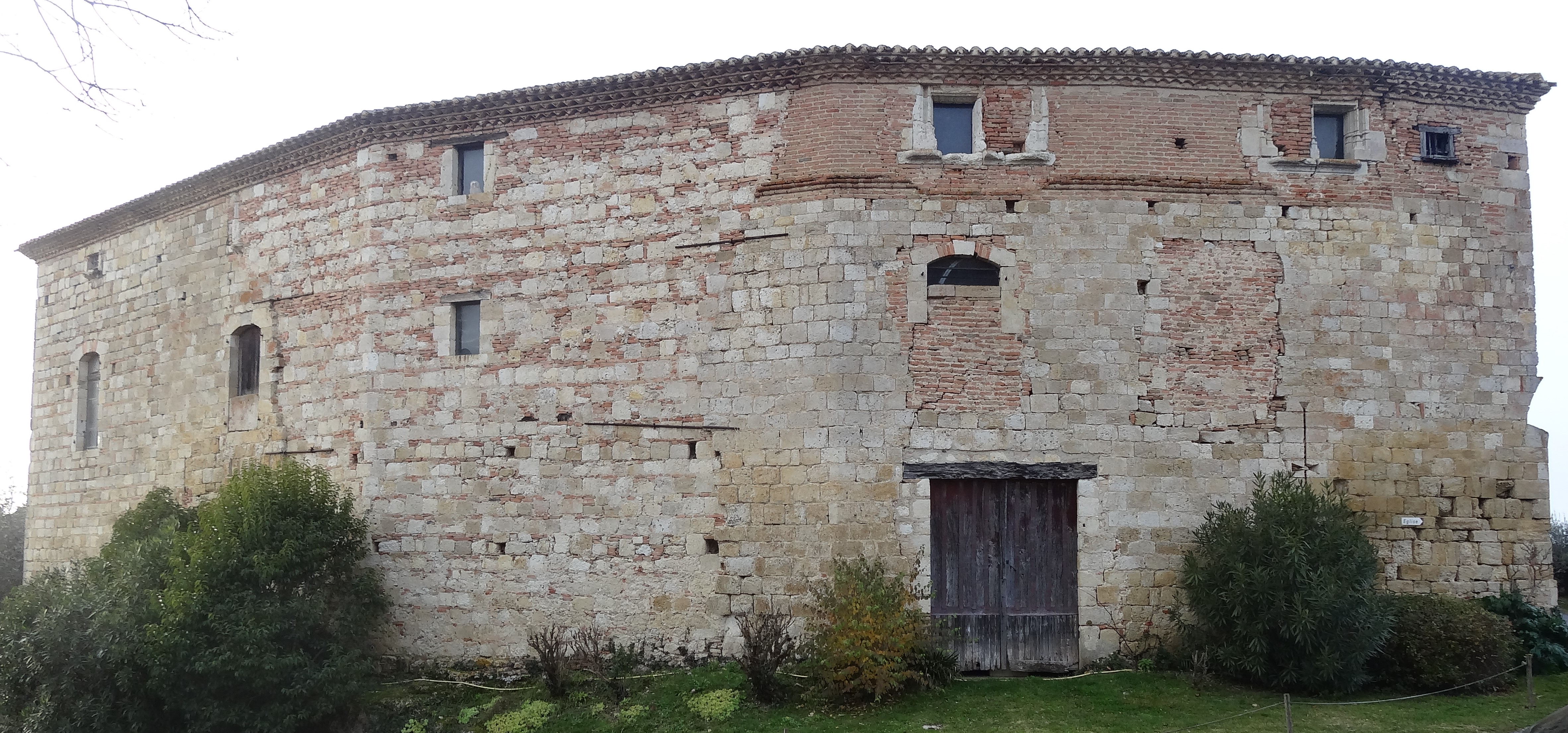
La façade est.
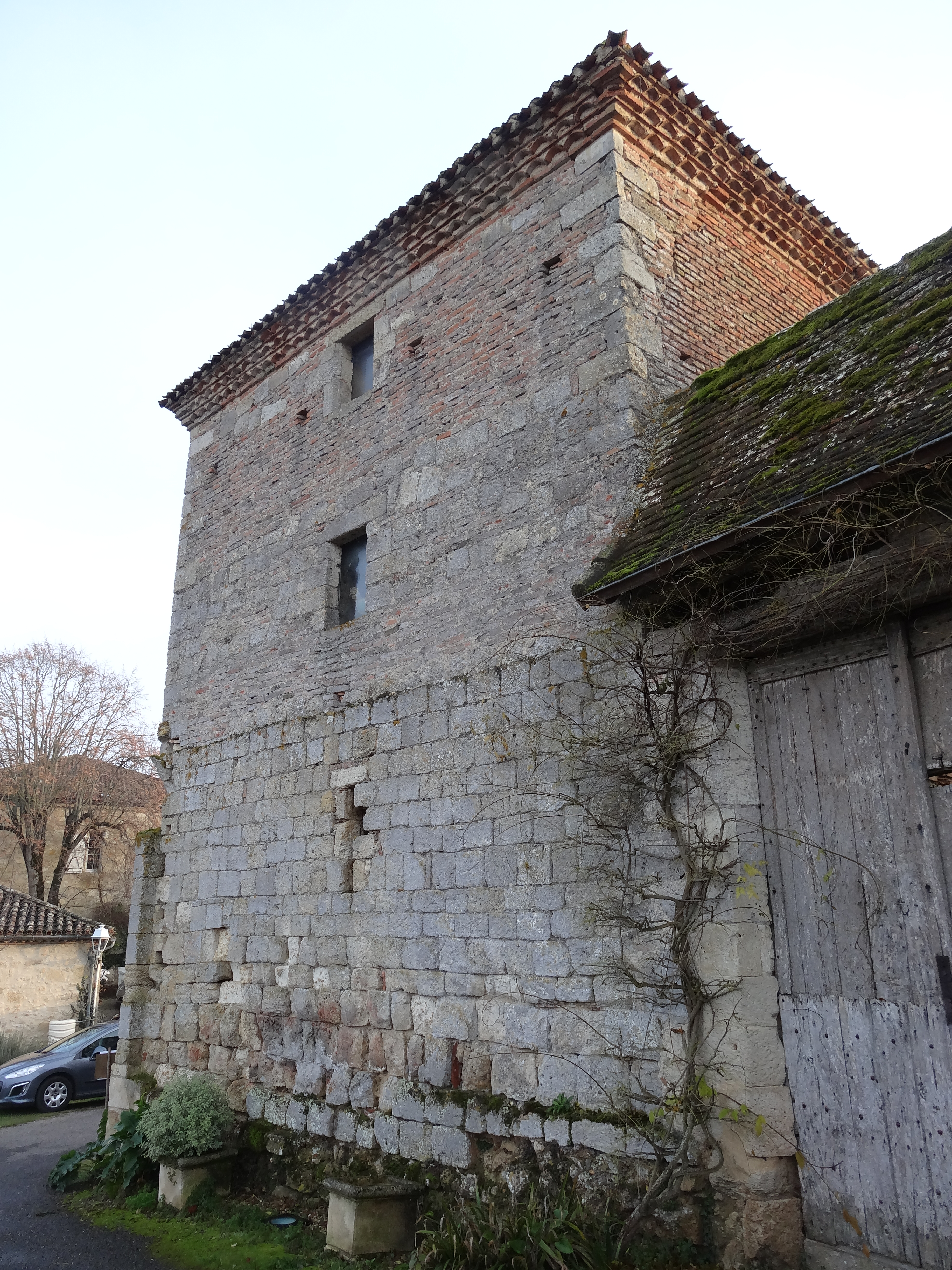
Vue nord.

### La chapelle
Le village initial de Lachapelle se trouvait au lieu-dit Sant-Alari ou Saint-Hilaire. Son église paroissiale était dédiée à saint Hilaire. Il a été en grande partie détruit pendant la guerre de Cent Ans. Les guerres de religion ont achevé sa destruction. Les habitations se sont alors déplacées autour du château au XVe siècle.
L'église Saint-Pierre a dû être reconstruite ou modifiée dans la seconde moitié du XVe siècle pour en faire l'église paroissiale. L'église a subi d'importants travaux de reconstruction, rénovation et embellissement sans qu'on puisse les dater.
La façade nord de l'église est construite dans le même type d'appareil que le rempart est du village. Le portail nord de style gothique doit dater du début du XVe siècle. Il doit être contemporain de la transformation de la chapelle castrale et église paroissiale.
La façade sud de l'église semble avoir été modifié au XVIIe siècle. Les modifications ont peut-être liées à une décision du parlement de Toulouse, le 19 décembre 1608, ordonnant la réfection de toutes les églises. Le mur a été reconstruit en appareil mixte fait de briques et de pierres de récupération. Deux baies ont été ouvertes au XVIIIe siècle, en vis-à-vis de celles existant sur la façade nord.
La façade ouest correspond au clocher-mur de 1,40 m d'épaisseur. Il est contrebuté par trois contreforts qui sont visibles dans les combles du château. La partie du château construit contre est postérieure à ce mur. Une porte placée au premier étage des tribunes permettait d'accéder au château. Ce clocher devait avoir à l'origine 5 arcades. La foudre est tombée en 1812 sur le sommet du clocher et en a détruit une. Quatre cloches ont été disposées dans les baies campanaires et une cinquième au sommet du clocher au XIXe siècle.
Le chevet de l'église donne sur la cour du château et ne semble pas avoir subi de modifications, sauf l'obturation de deux ouverture, probablement au XVIIIe siècle, au moment de l'aménagement de la décoration intérieure. On pourrait dater ce mur du XIIe siècle.
L'église, vendue comme bien national à le Révolution, est rendue au culte après le Concordat de 1801. Elle a été restaurée en 1861, 1879, 1989 et en 1991avec la restitution du plafond d'origine.
L'édifice est classé au titre des monuments historiques le 7 avril 1975,.
Une statue de la Vierge à l'Enfant est référencé dans la base Palissy.

L'église
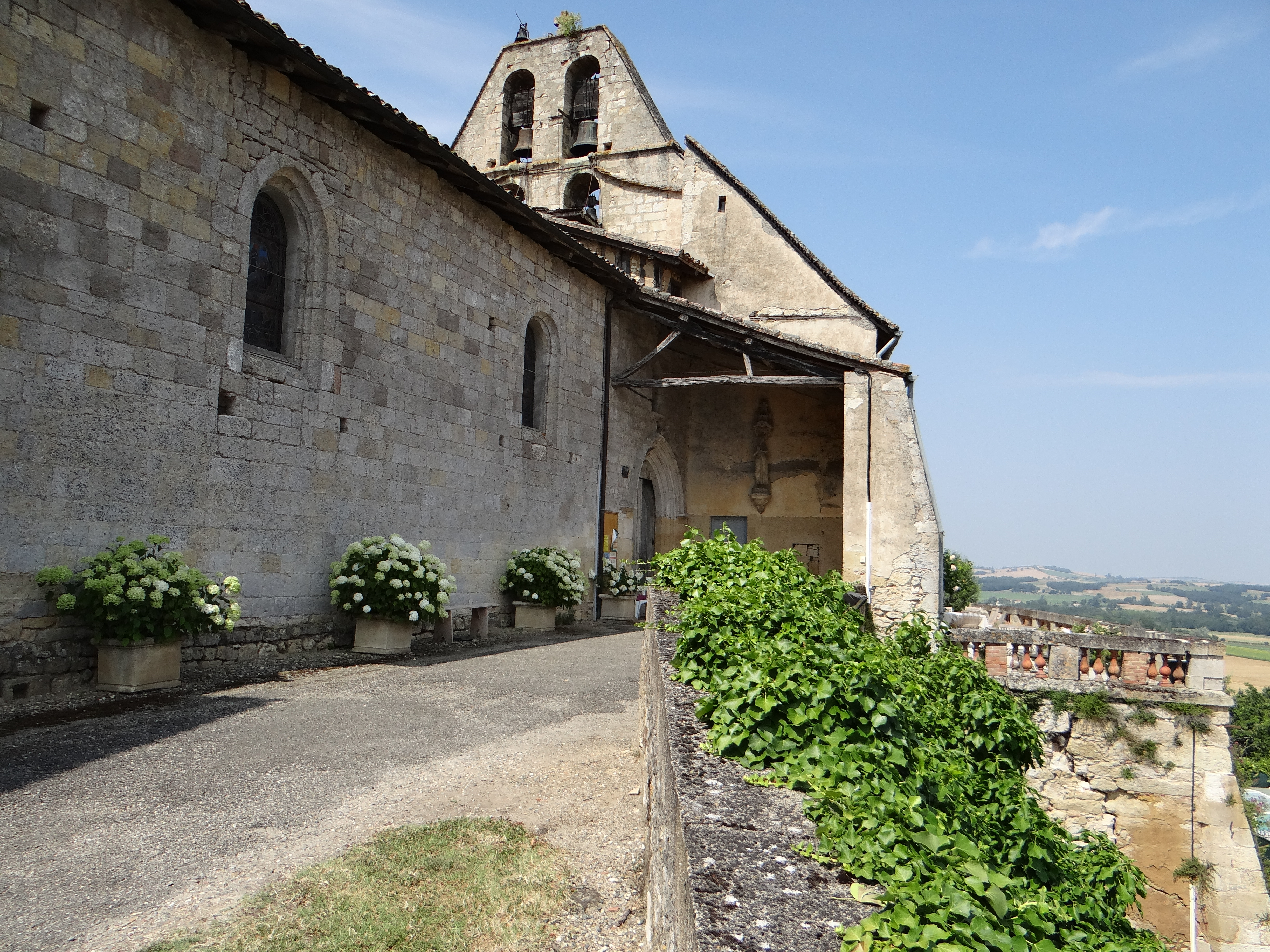
La façade nord, le porche et le clocher-mur.
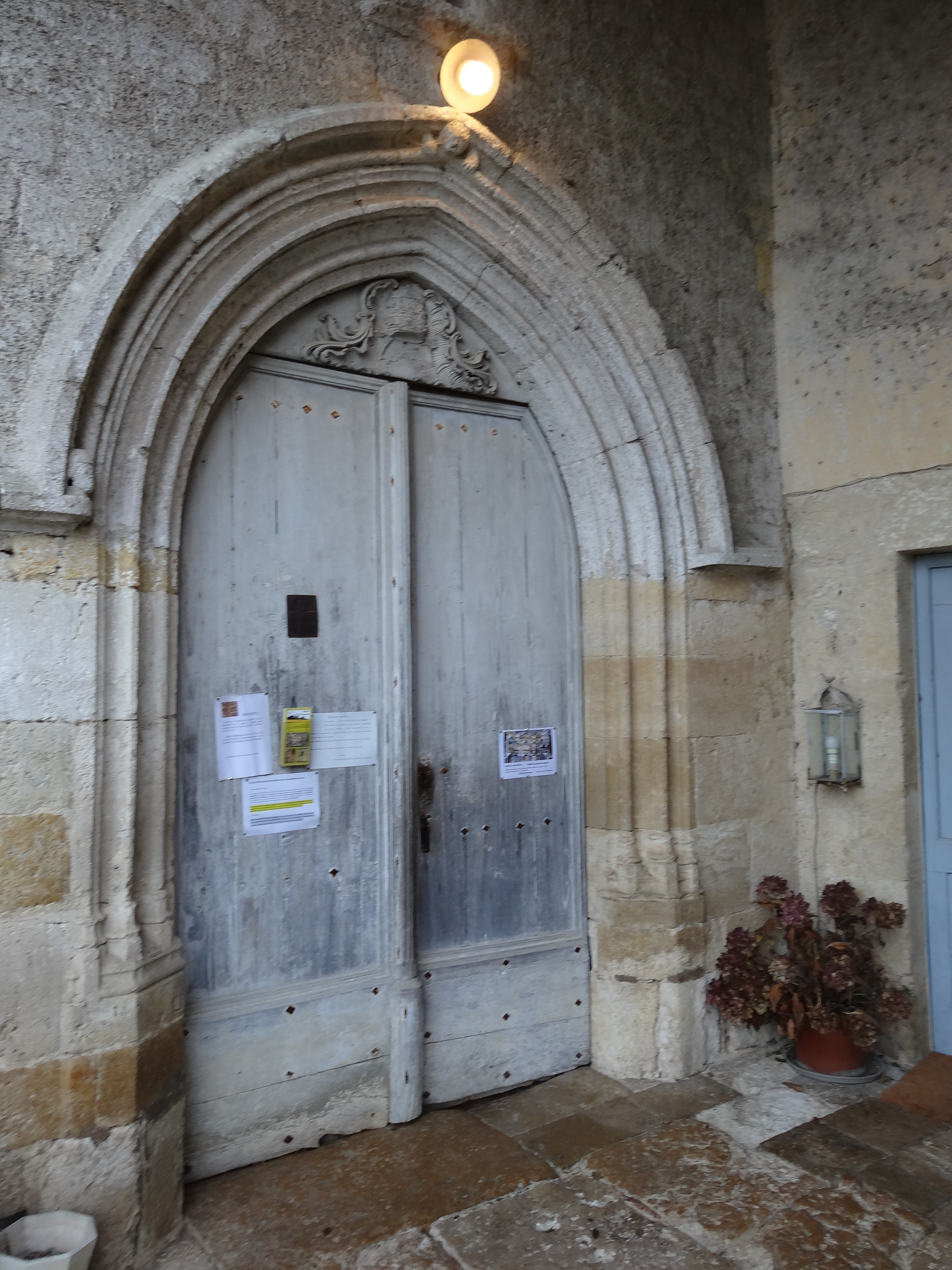
Le portail.

## Décor intérieur
En 1761, les frères Goulard, Jean-Baptiste, curé de Lachapelle entre 1746 et 1787, et Jean, vicaire du même village à partir de 1754, ont entrepris de doter leur église d'un nouveau décor en finançant les travaux grâce à un important héritage paternel.
Au centre du maître-autel se trouve la date de 1762 permettant de connaître le début des travaux.
On trouve dans un cartouche une inscriptions permettant de dater la fin des travaux, les noms des commanditaires et ceux des artisans qui les ont réalisés :
- pour les commanditaires : 1776 / PASTORIBUS / ANIMARUM / J.B.J.J. / GOULARD / FRATRIBUS ;
- pour les artisans : FECIT / B. MARAIGNON / D. CHAMPAIGNE / MINUTARIUS / SCUL PTOR / ... M. ABADIE / INAURAT

Les deux frères Goulard sont probablement originaires de Lectoure. Un hôtel particulier de Lectoure porte le nom d'hôtel de Goulard. La tradition locale les fait venir de Pessoulens. Cette hypothèse pourrait être confirmée car on trouve dans un registre de catholicité un acte de baptême de 1774 d'Hilaire Goulard, fils du sieur Goulard, coseigneur de Pessoulens. Dans un acte de 1762, Jean-Baptiste Goulard précise qu'il a donné à son frère François, à l'occasion de son mariage, la part qui lui revenait de son héritage. Dans ce document, il fonde une rente annuelle de 3 800 livres pour doter les jeunes filles pauvres et vêtir les nécessiteux de la paroisse.
Le menuisier est Bertrand Maraignon dit Champaigne. On retrouve ce nom dans l'inventaire de la succession de l'évêque de Lectoure, en 1772. L'artiste doreur est M. Abadie.

Les décors et le mobilier
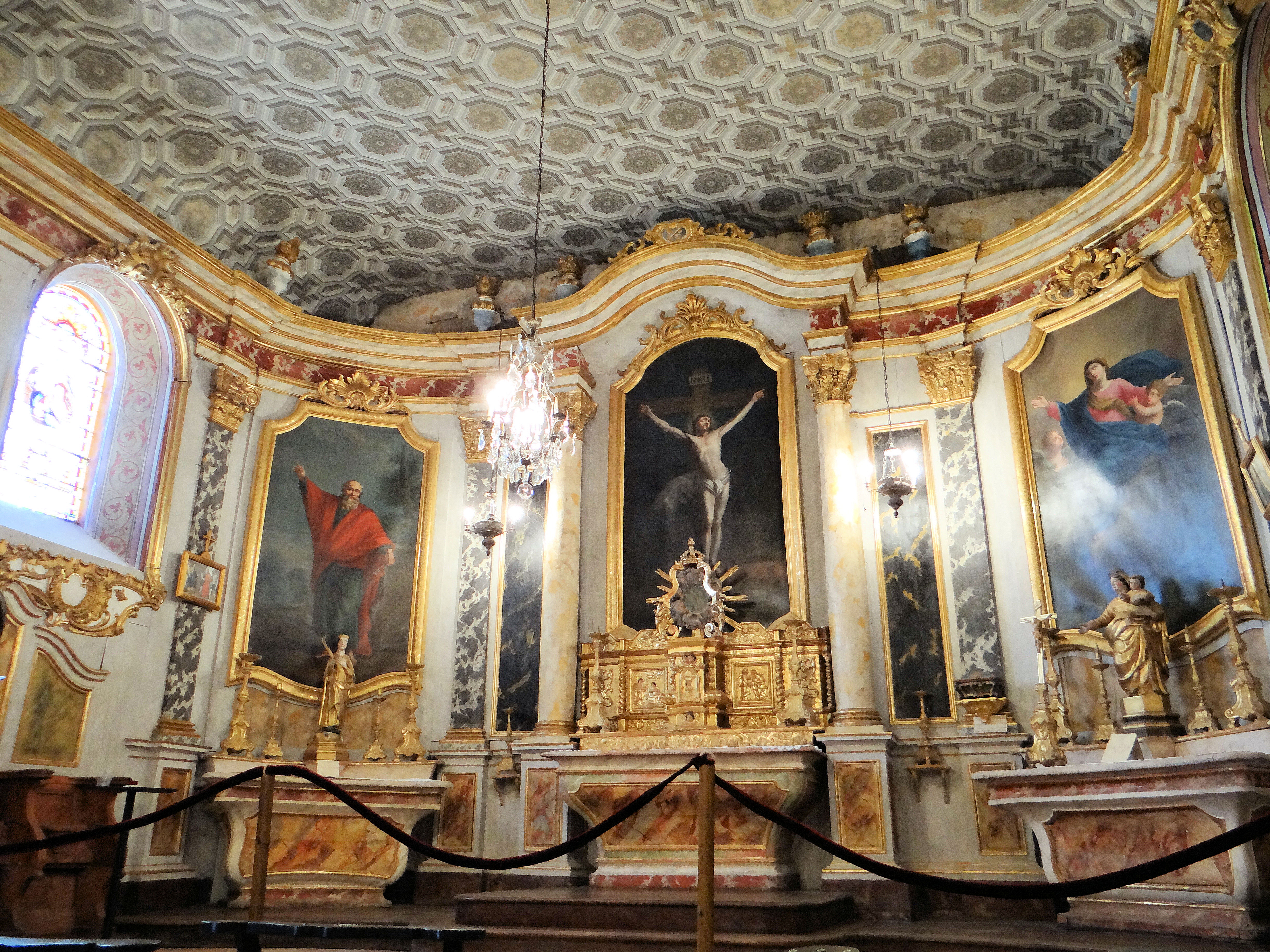
Le maître-autel
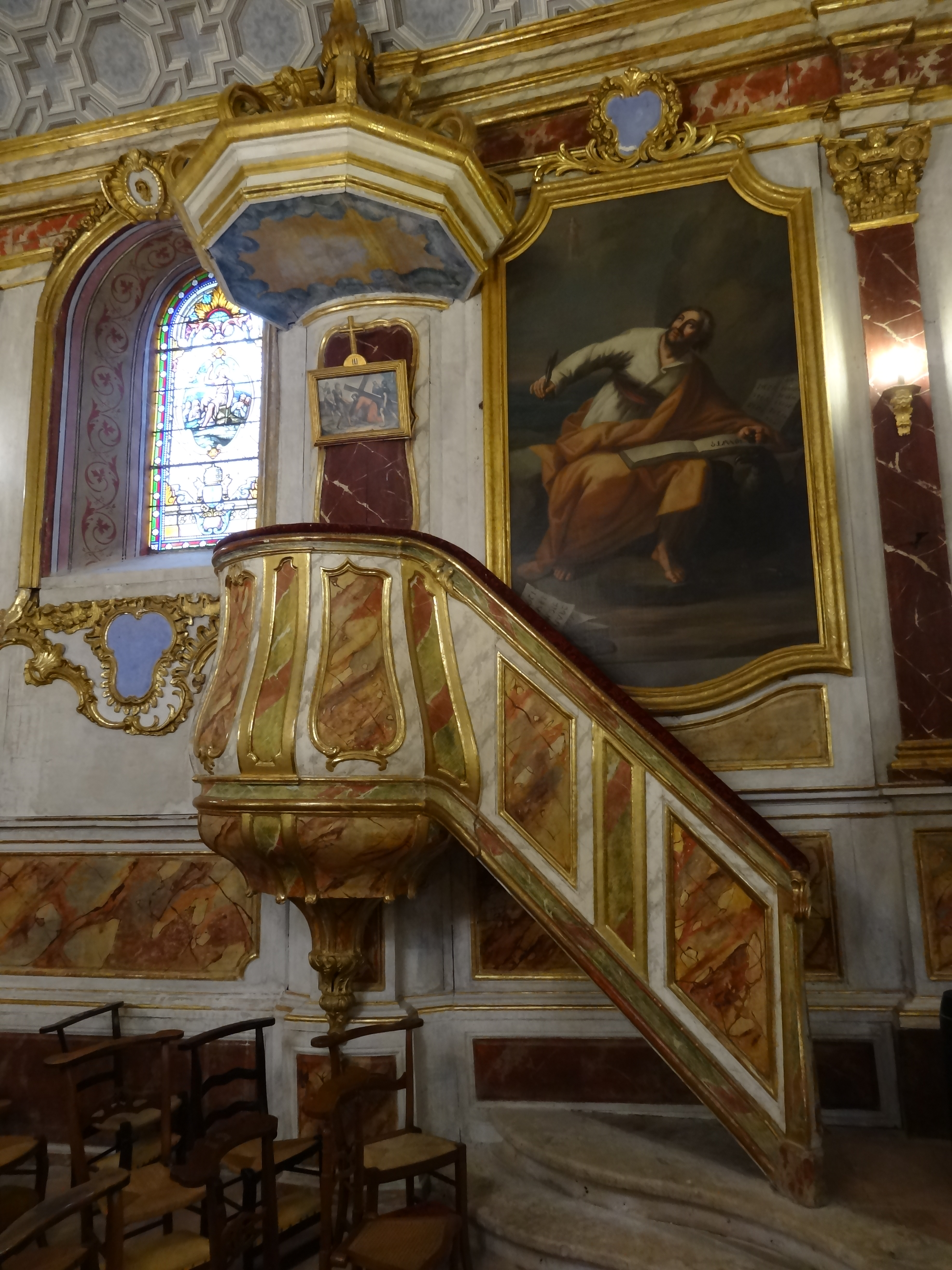
La chaire à prêcher, côté nord
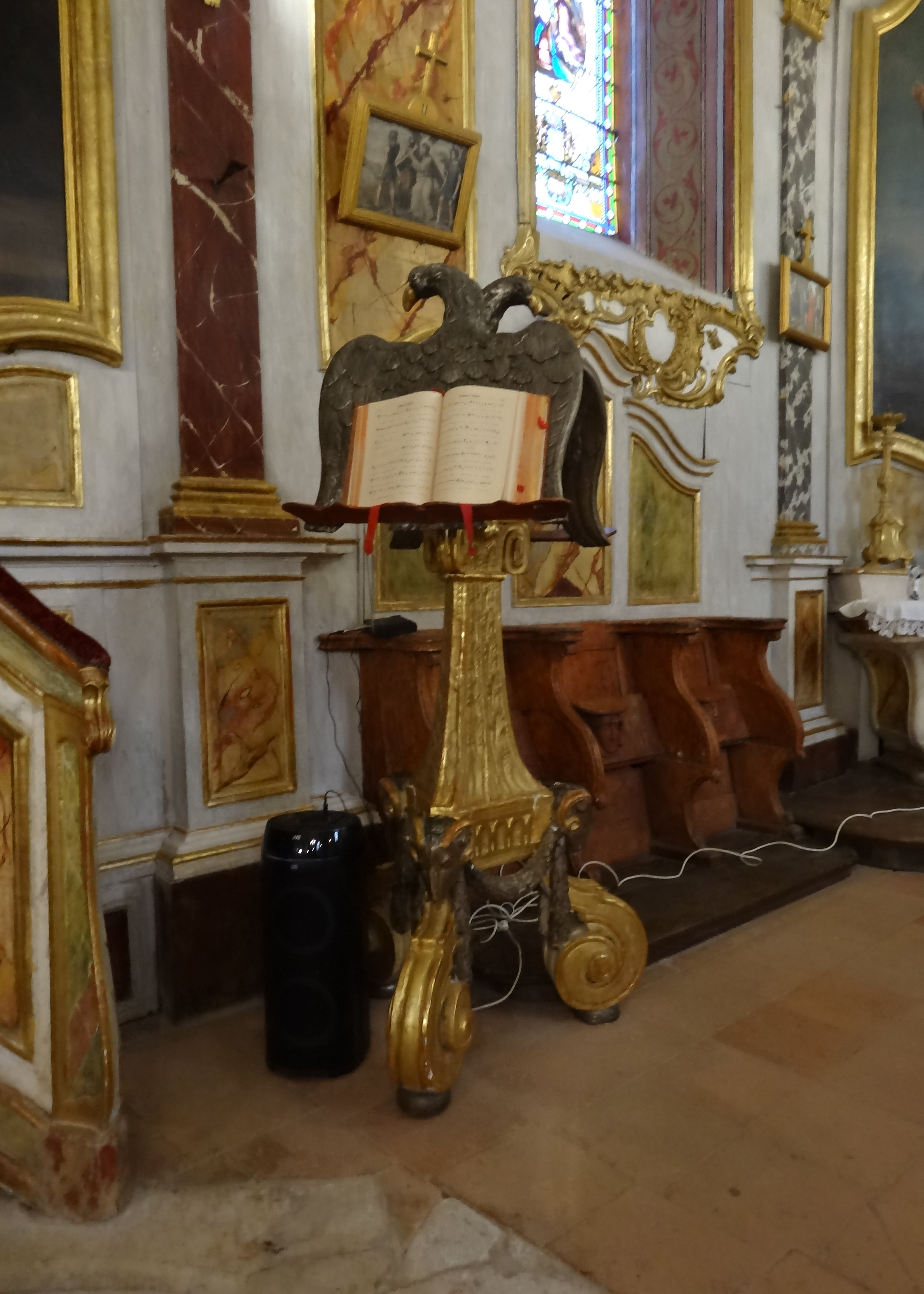
Le beau lutrin classé.
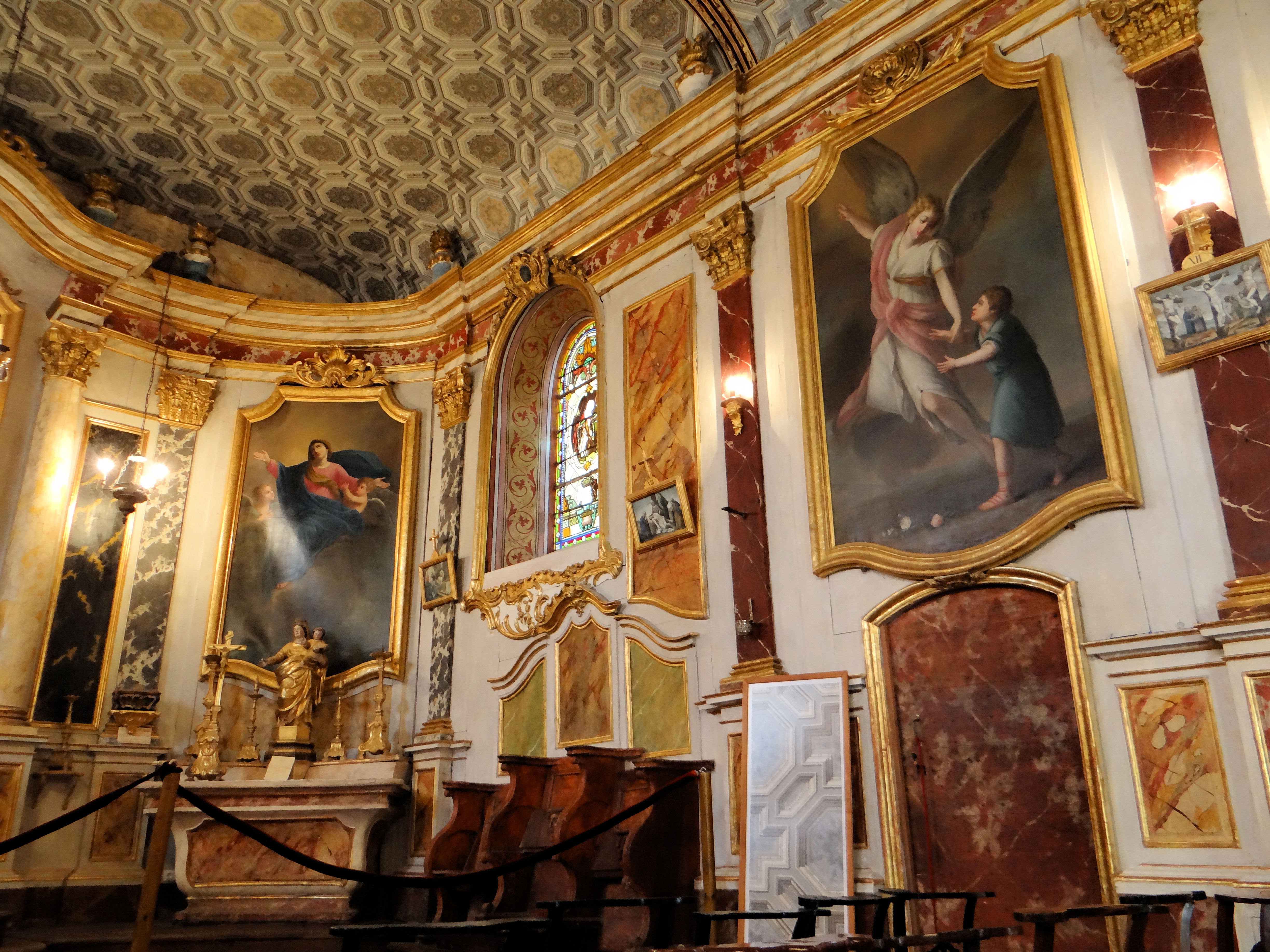
Le côté sud

Cette chapelle est unique dans la région.
La période de réalisation du décor, entre 1762 et 1776, est contemporaine du règne de Louis XV. Le décor avec ses courbes et contre-courbes est de style rocaille ou rococo qui était à la mode vers 1730-1740. À partir de 1760, c'est le néo-classicisme qui s'impose. Cette décoration rappelle celle d'églises romaines. Ce choix est peut-être dû à l'histoire personnelle du curé Jean-Baptiste Goulard qui, avant d'arriver curé à Lachapelle en 1746, avait étudié la théologie et avait été ordonné prêtre à Rome. 
On note l'unité de la décoration de la chapelle qui n'a pas subi de modification depuis sa création. Elle a la particularité d'avoir des tribunes qui ne sont pas réservées à un orgue mais, avec leurs deux étages, ont été prévues pour recevoir des paroissiens. Ce choix est peut-être dû à la petitesse de l'église et à la nécessité de créer un espace pour recevoir une communauté qui était de plus de 500 âmes à l'époque. Ces tribunes rappellent celles qui existent en Béarn et dans le Pays Basque.
Ce qui étonne en entrant dans l'église, c'est l'impression d'entrer dans un théâtre. La richesse de la décoration reprend les décisions de la Contre-Réforme. Cette richesse s'oppose à la rigueur de la réforme protestante. La compagnie de Jésus avait donné une place importante aux actions théâtrales pour accompagner la prédication.

Les tribunes
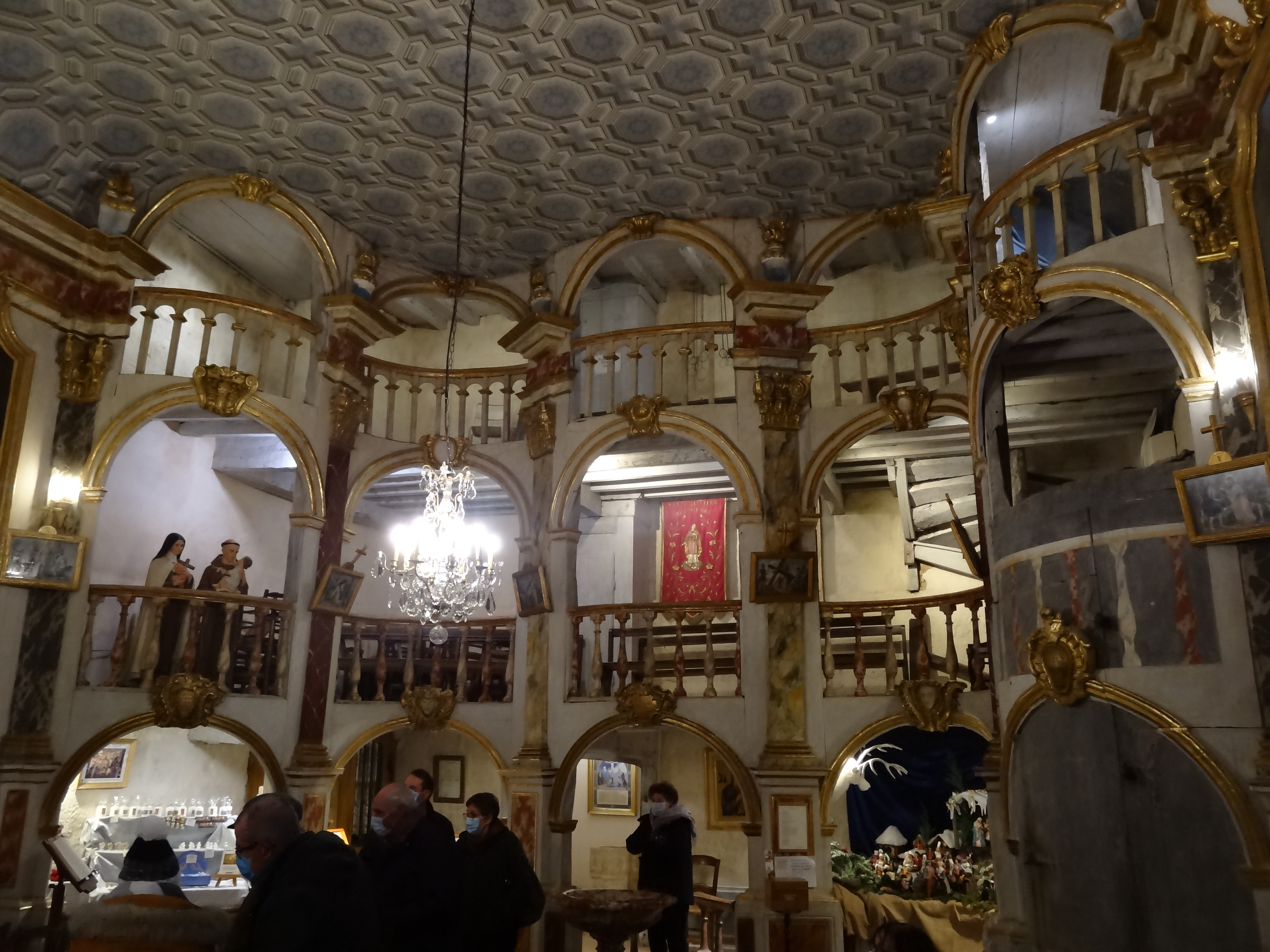
Vue d'ensemble.
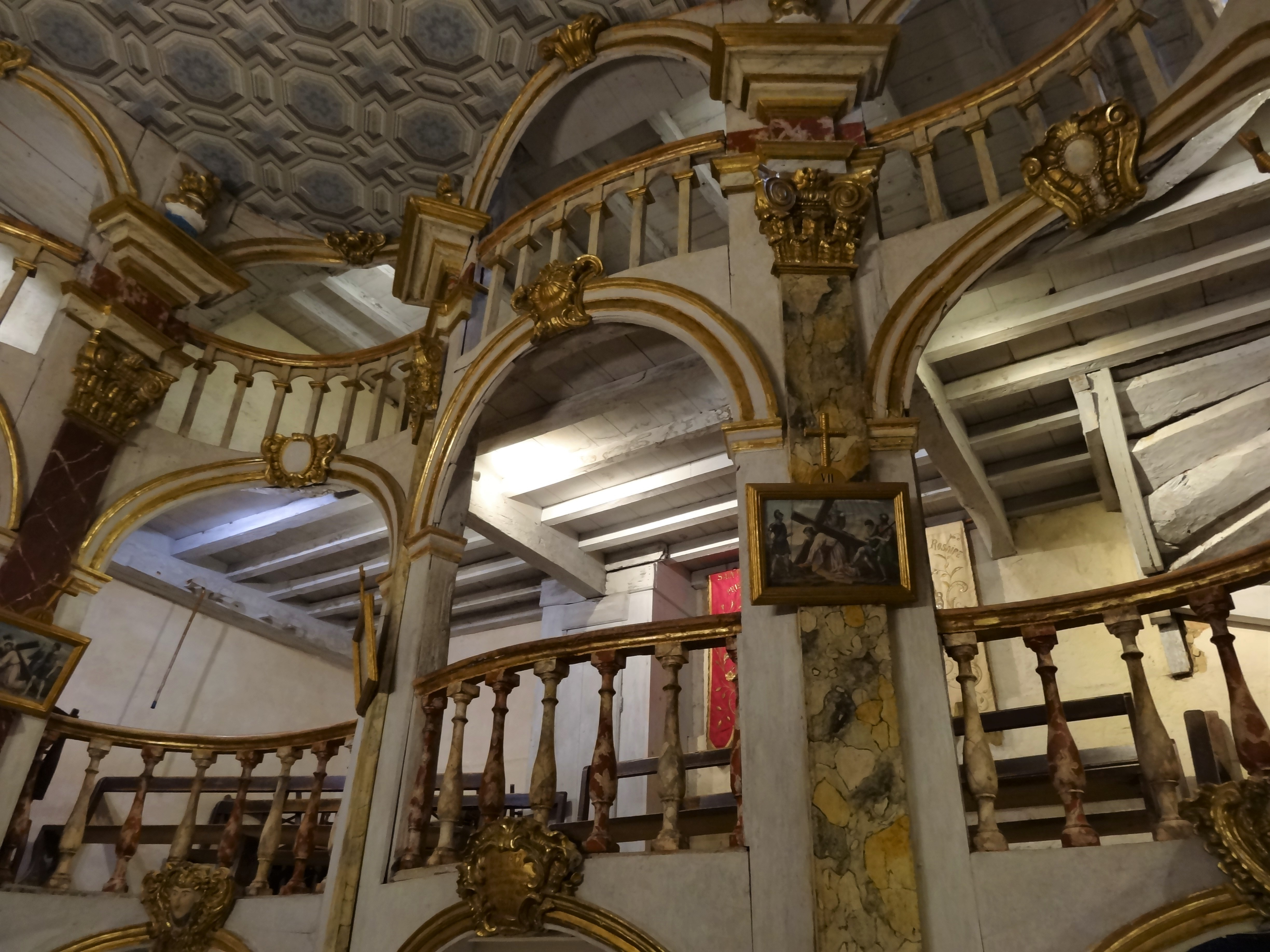
Partie hautes.
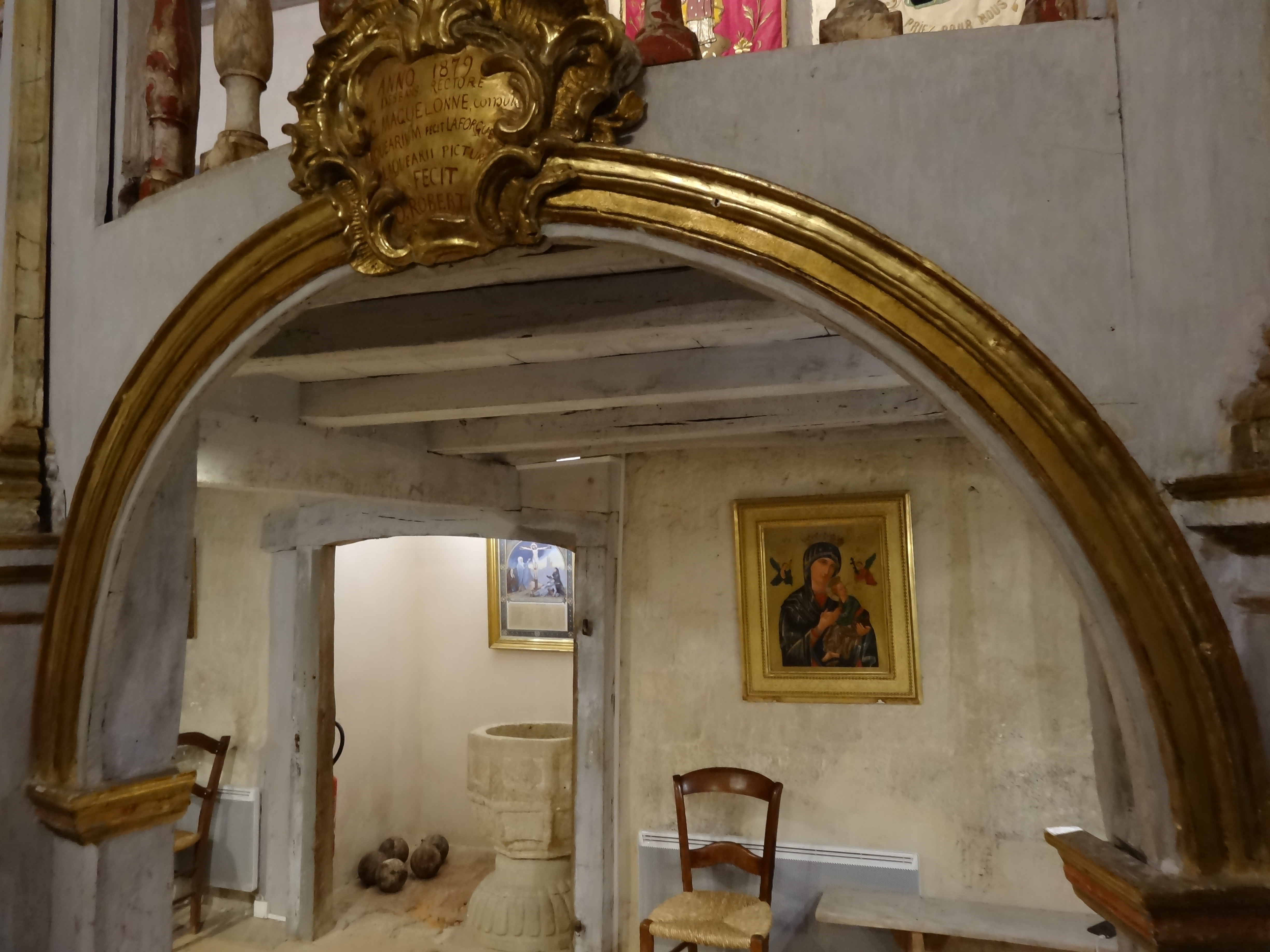
Partie inférieure, avec au fond les fonts baptismaux classés.

Quand l'église est rendue au culte, après le Concordat, il a été nécessaire de faire des travaux pour la remettre en état. Les sept tableaux avaient été détruits pendant la Révolution. Ils ont été refaits grâce aux dons des habitants et représentent saint Thomas d'Aquin, saint Hilaire, saint Jean l'Évangéliste, la Crucifixion, l'Assomption de la Vierge, l'Ange Gardien.
Comme le montrent des inscriptions placées dans des cartouches, ce décor a été restauré en :
- 1861, par le doreur D. A. Canoni,
- 1879, par Laforgue qui a fait le plafond et O. Robert. en exécute les peintures.

Le plafond du XVIIIe siècle a été restitué en 1991.